# Alfabeto consonántico
Un alfabeto consonántico, también llamado consonantario o abyad, es un alfabeto cuyos grafemas son consonantes. Las vocales en un alfabeto consonántico son implícitamente dictadas por la fonología: el lector tiene que conocer la lengua para establecer todas las vocales.
Los alfabetos consonánticos modernos, como el alfabeto hebreo, árabe o siríaco, descienden del alfabeto fenicio o arameo, descendientes ellos mismos del alfabeto protosinaítico.
Para evitar la ambigüedad, en la escritura de las lenguas semíticas se complementa el alfabeto consonántico con la escritura de las vocales largas, anotadas con la ayuda de matres lectionis, pero no se escriben las vocales cortas. Posteriormente se crearon sistemas de signos diacríticos para poder escribir las vocales cortas (harakat y niqud), aunque su utilización es opcional y solo aparecen en contextos restringidos, generalmente en la educación o en ambientes religiosos para evitar pronunciaciones deformadas.
En los alfabetos consonánticos, es frecuente que algunas letras cambien ligeramente de forma según su lugar en la palabra: una letras al comienzo, mitad y final de la palabra no tiene necesariamente la misma grafía. Todos los alfabetos consonánticos se escriben de derecha a izquierda (excepto el alfabeto ugaritico, que se escribe de izquierda a derecha). No obstante, los alfabetos consonánticos más antiguos como el fenicio o el protosinítico podían escribirse en bustrofedon.

## Terminología de Peter T. Daniels
A menudo se utilizan en lingüística los dos neologismos introducidos por el autor estadounidense Peter T. Daniels: «abjad» y «abugida». Según este estudioso, los abjads (pronunciado abyad) no son alfabetos ya que solamente las consonantes, no las vocales, están representadas entre los grafemas básicos. Los abjads difieren también de los abugidas, otra categoría definida por Daniels, porque en los abjads el sonido de la vocal está implícito en la fonología y aunque las marcas de vocales existen para el sistema, como niqud en hebreo y harakat en árabe, su uso es opcional y no la forma dominante (ni literaria). Los abugidas marcan todas las vocales (excepto la vocal "inherente" ) con un diacrítico, un añadido menor en una letra (o glifo) independiente. Algunos abugidas usan un símbolo especial para suprimir la vocal inherente de modo que la consonante sola pueda representarse correctamente. En un silabario, un grafema denota una sílaba completa, es decir, un sonido de una sola vocal o una combinación de un sonido de vocal con uno o más sonidos de consonantes.
El antagonismo de abjad versus alfabeto, tal como fue formulado por Daniels, ha sido rechazado por algunos otros eruditos por varias razones. Una de ellas es porque el término abjad ya se usaba tanto para el sistema antiguo de numeración arábiga, como para (lo que es más importante en términos de gramatología histórica) la disposición alfabética (es decir, el orden de las letras) de las antiguas escrituras semíticas del noroeste en oposición al orden típico del "sur de Arabia". Esto causa efectos fatales en la terminología en general y especialmente en la filología semítica antigua. Además, sugiere que los alfabetos consonánticos, en oposición, por ejemplo, al alfabeto griego, no eran verdaderos alfabetos y no estaban completamente enteros, careciendo de algo importante para ser un sistema de escritura completamente funcional. También se ha objetado que, como conjunto de letras, un alfabeto no es el espejo de lo que debería estar en una lengua desde un punto de vista fonológico; más bien, es el stock de datos que proporciona la máxima eficiencia con el menor esfuerzo desde un punto de vista semántico.

## Historia de los alfabetos consonánticos

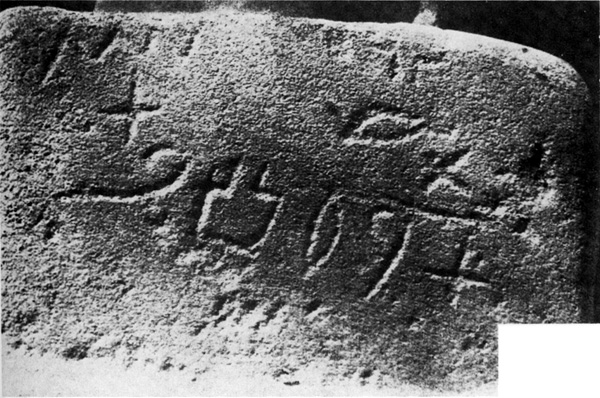
Famoso espécimen del alfabeto protosinaítico que contiene una frase que podría significar «para Baalat». La línea que empieza en la esquina superior izq. dice mt l b^{c}lt.

El primer alfabeto consonántico de amplia difusión fue el alfabeto fenicio. Comparado con otros sistemas de escrituras contemporáneos a la época, como la escritura cunéiforme y la jeroglífica egipcia, el fenicio no posee logogramas, solamente 22 fonogramas, lo que facilitaba su estudio entre los comerciantes fenicios que lo difundieron ampliamente.
Este alfabeto consonántico era una simplificación drástica del sistema egipcio de escritura fonética, donde las palabras extranjeras estaban escritas asociando a cada sílaba un jeroglífico (no siempre el mismo) cuyo sonido inicial se acercaba a la sílaba deseada. La innovación fue tomar  siempre los mismos logogramas para designar un conjunto reducido de sonidos: los logogramas pasan así a convertirse en alfabeto. Salvando las distancias, la misma idea subyace tras el sistema japonés de manyōgana antes de la invención de los kanas.
El alfabeto fenicio dio nacimiento a numerosos alfabetos, en especial el alfabeto arameo y el alfabeto griego. El arameo es el ancestro de numerosos alfabetos consonánticos y alfasilabarios modernos, mientras que el alfabeto vocalizado griego, que da un estatus igual a las vocales y a las consonantes, es la base de todos los alfabetos occidentales, como el alfabeto latino y el alfabeto cirílico.
Itamar Ben-Avi, el primero hablante nativo de hebreo moderno, y los hijos de Eliezer Ben-Yehuda, propusieron, sin éxito, un alfabeto romanizado para el hebreo.

## Los alfabetos consonánticos y las lenguas semíticas
Las lenguas semíticas tienen la peculiaridad de poseer un sistema de raíces consonánticas: la mayoría de las palabras está derivada de un conjunto restringido de raíces semíticas constituidas por tres consonantes. El principio del alfabeto consonántico (no anotar todas las vocales) permite pues a las hablantes identificar rápidamente las tres consonantes base de las palabras. Es la razón por la cual las lenguas semíticas escriben mayoritariamente su lengua con este tipo de alfabeto.
Por ejemplo, en árabe clásico y en árabe estándar moderno, se pueden derivar a partir de la raíz semítica ذ ب ح (ð-b-ḥ : abatir, sacrificar) palabras cuyas vocales son muy diferentes, pero conservando los consonantes:
- ذَبَحَ ðabaḥa :  (él) mató;
- ذَبَحْتَ ðabaḥta : (tú masc.) mataste;
- يُذَبِّحُ yuðabbiḥu : (él) mata;
- مَذْبَح maðbaḥ : matadero.

## Derivados de alfabetos consonánticos
El xiao'erjing y la escritura uigur arábiga son ejemplos de alfabetos vocálicos salidos del alfabeto consonántico árabe, pues poseen letras adicionales para indicar todas las vocales. El alfabeto yiddish es un alfabeto vocálico salido del alfabeto consonántico hebreo.
No todas las adaptaciones del alfabeto árabe son alfabetos vocálicos, por ejemplo, el alfabeto persa y el alfabeto jawi son consonánticos. Como las lenguas escritas con estos alfabetos no son semíticas y carecen del sistema de raíces trilíteras, leerlas requiere mucha más memorización porque es difícil deducir las vocales.

## Lista de los principales alfabetos consonánticos
- En uso hoy en día
  - alfabeto árabe
  - alfabeto hebreo
  - alfabeto maldivo (siempre vocalizado, pero no es un alfasilabario porque carece de vocal inherente)
  - alfabeto samaritano (solamente empleado en textos religiosos)
  - alfabeto siriaco
  - alfabeto tifinagh
- Abandonados
  - alfabeto arameo
  - alfabeto nabateo
  - alfabeto ugarítico
  - alfabeto uigur antiguo
  - alfabeto pahleví
  - alfabeto fenicio
  - alfabeto protosinaitico
  - alfabeto safaítico
  - alfabeto sogdiano
  - alfabeto sudarabico
  - Alfabeto gue'ez (convertido en el alfabeto etíope actual)